# Jatznick
Jatznick is een gemeente in de Duitse deelstaat Mecklenburg-Voor-Pommeren, en maakt deel uit van de Landkreis Vorpommern-Greifswald. Jatznick telt 2.239 inwoners.

## Delen van de gemeente
Blijkens de gemeentewebsite zijn dit, naast Jatznick zelf: 
- Am Bahnhof (2 km N, ten noorden van Jatznick-dorp), aan de spoorlijn en de B109; hier bevinden zich het station en de Samendarre
- Waldeshöhe, 2 km W, aan de bosrand
- Belling, 3 km Z, aan de spoorlijn
- Sandförde, 2½ km ZO;
- Blumenhagen, 8 km ZW
- Klein Luckow, 9 km WZW
- Groß Spiegelberg, 5 km WZW.

De laatstgenoemde drie dorpen werden bij een gemeentelijke herindeling per 1 januari 2012 aan Jatznick toegevoegd.

## Infrastructuur

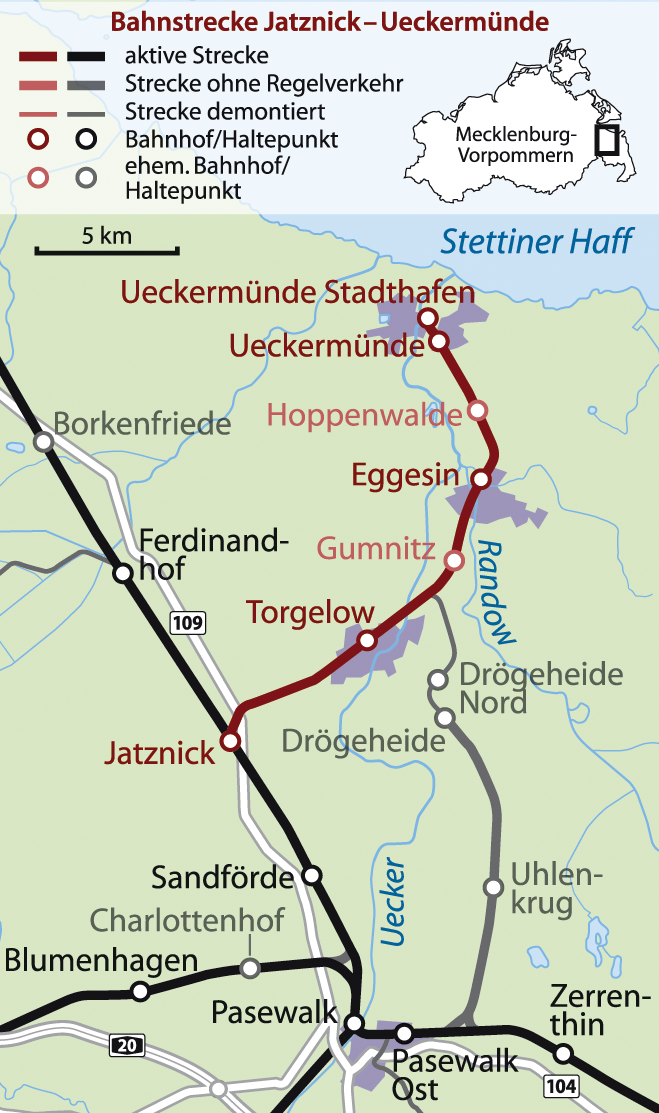
Kaart spoorlijn  Jatznick  - Ueckermünde

Jatznick heeft, 2 km ten noorden van het dorpscentrum, een klein station aan de Spoorlijn Angermünde - Stralsund. Het station van Jatznick is tevens het begin- en eindpunt van een lokaalspoorlijntje noordoostwaarts via Torgelow naar Ueckermünde.
Blumenhagen heeft een spoorweghalte aan een spoorlijn tussen Strasburg en Station Pasewalk, ruim 9 km ten westen van dit laatste station; zie: Spoorlijn Szczecin - Strasburg. Blumenhagen ligt ook niet ver van de Autobahn A 20, maar de dichtstbij gelegen afrit is pas te Pasewalk.
Bijna parallel aan de spoorlijn tussen Pasewalk en Stralsund loopt door Jatznick ook de Bundesstraße 109.

## Economie
Naast het station van Jatznick staat een, aan de Duitse overheid  toebehorende, zogenaamde Forstsamendarre, letterlijk vertaald: productiebos-zaaddrogerij, een toeleveringsbedrijf voor de bosbouw. Van dit soort instellingen bestaan er in Oostenrijk en  Duitsland samen negen, en elders in de wereld geen enkele.
Dit staatsbedrijf heeft een als museum over zijn activiteiten ingerichte afdeling, en is, tegen betaling, voor bezichtiging opengesteld.
Daarnaast zijn er te Jatznick enkele land- en bosbouwbedrijven, en enkele aannemersbedrijven e.d. gevestigd, voor de lokale behoefte. Het toerisme is vooralsnog van weinig betekenis.

## Geschiedenis
Jatznick ligt aan de oostelijke periferie van een landstreek, die heuvels met een hoogte tot 100 à 150 meter kent, en Brohmer- en Helpter Berge wordt genoemd. Dit gebied strekt zich grofweg uit van Neubrandenburg in het westen via Strasburg in het midden tot Pasewalk in het oosten. Het is in de ijstijd Weichselien, circa 11.700 v.Chr., ontstaan. De heuvels zijn een door de gletsjers van die tijd opgeworpen massa, met daarin en daaromheen veel uit het huidige Scandinavië meegeveegde zwerfstenen (Duits: Findlinge).  In de Jonge Steentijd maakten dragers van de Trechterbekercultuur hiervan in de gehele regio hunebedden en andere megalietmonumenten.
In het gemeentewapen van Jatznick is, naast de hier veel voorkomende ooievaar, gebladerte afgebeeld van de boomsoort es. Jatznick werd door mensen gesticht, die tot Slavische volkeren behoorden. De plaatsnaam is dan ook van Slavische origine en betekent 'essenbos'. Vergelijk het Poolse woord voor 'es', jesion, en de riviernaam Jeetzel.
Afgezien van beperkt verlies van mensenlevens en brandschade, tijdens oorlogen in de 17e en 18e eeuw, zijn er geen belangrijke historische feiten over de in deze gemeente gelegen dorpen overgeleverd.

## Bezienswaardigheden

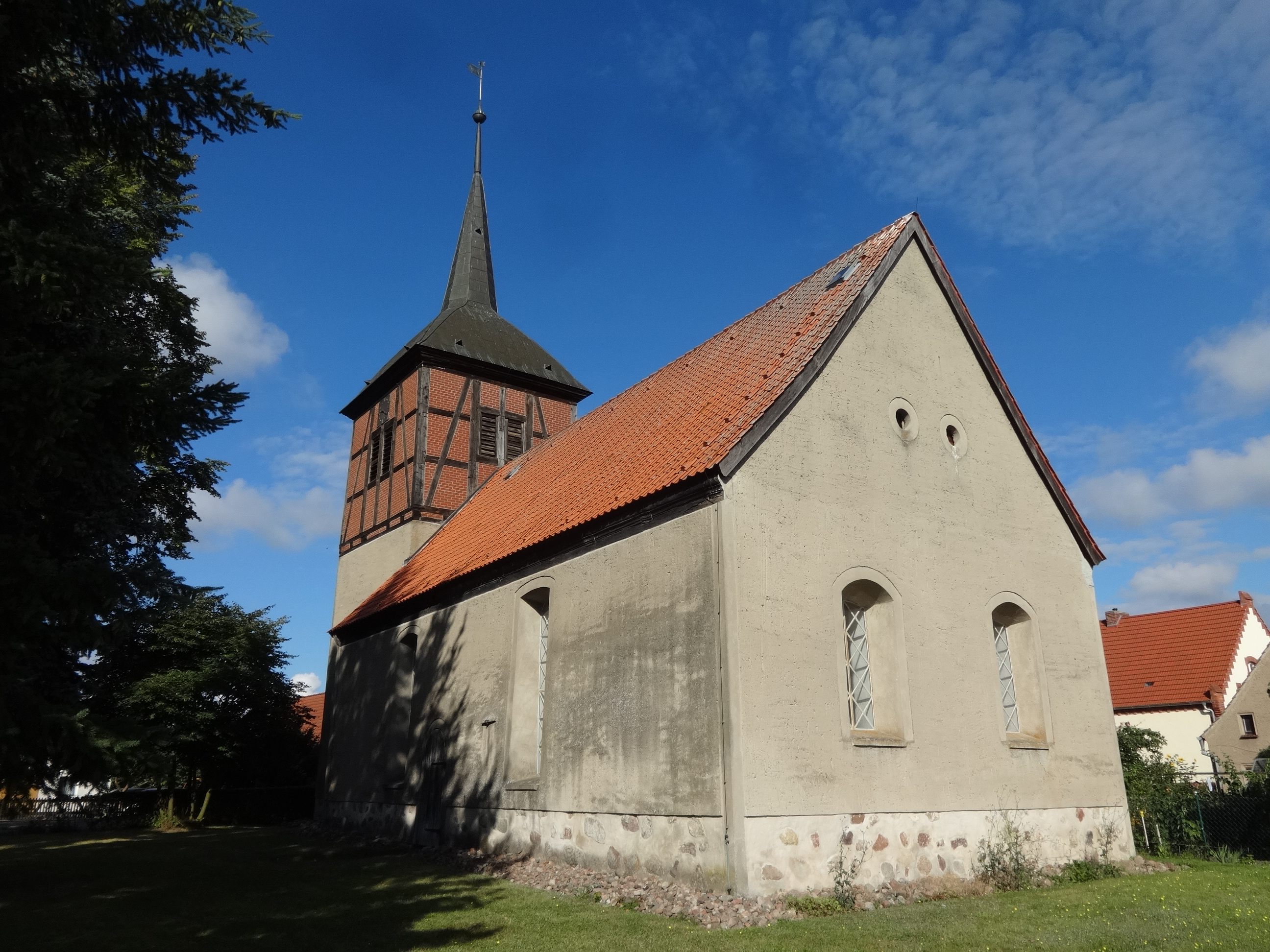
Dorpskerk van Jatznick
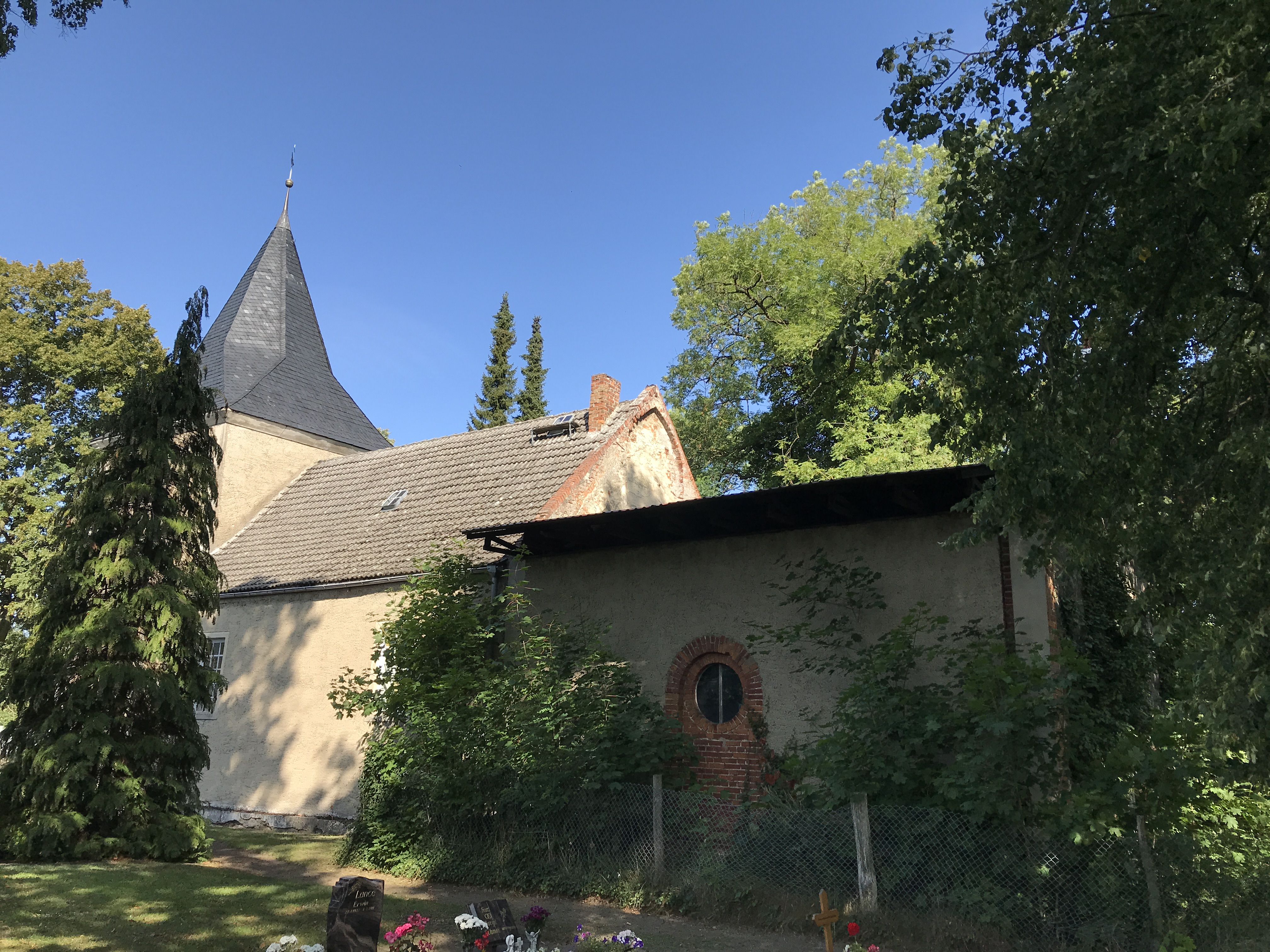
Kerkje te Groß Spiegelberg

- Museum van de bovengenoemde Samendarre te Jatznick
- Middeleeuwse, evangelisch-lutherse dorpskerken te Blumenhagen, Klein Luckow en Groß Spiegelberg, zie onderstaande link; de kerk van Jatznick zelf werd in 1724 na oorlogsschade herbouwd en ressorteert onder de kerkgemeente te Pasewalk.
- De bossen en heuvels van de rug Brohmer- en Helpter Berge lenen zich voor, ook lange, wandelingen
- Niet ver van de gemeente Jatznick ligt aan de rivier de Uecker te Torgelow een openluchtmuseum, Ukranenland, gewijd aan de overwegend Slavische volkeren, die hier in de 9e en 10e eeuw woonden.

## Belangrijke personen in relatie tot de gemeente
- In Blumenhagen werd  op 19 november 1763 de kunstcriticus en bibliothecaris Carl Ludwig Fernow geboren. Fernow bracht in zijn geschriften veel van de cultuur van Italië over naar de kring rond Schiller en Goethe te Weimar, waar Fernow in 1808 overleed. Ook schreef hij in 1804 een toonaangevende taalcursus Italiaans.
- Max Schmeling, beroemd bokser, in 1905 geboren te Klein Luckow; voor hem is in zijn geboortedorp een monument opgericht. Ook de dorpsstraat van Klein Luckow draagt zijn naam.

## Varia
Met Kargowa in Polen onderhoudt Jatznick een jumelage.